# 1382 Gerti
Az 1382 Gerti (ideiglenes jelöléssel 1925 BB) a Naprendszer kisbolygóövében található aszteroida. Karl Wilhelm Reinmuth fedezte fel 1925. január 21-én, Heidelbergben.